# Rozsnyay Kálmán
Rozsnyay Kálmán, névváltozatai: Hoschke, van der Hoske, Rozsnyai, írói álneve: Sydney Carton (Arad, 1871. június 22. – Nógrádverőce, 1948. november 14.) hírlapíró, műfordító.

## Élete
Würbenthali van der Hoschke Ferenc magyar államvasúti vállalkozó és marosjárai Rozsnyay Katalin fia. Tanulmányait szülővárosában és Lippán végezte. 1889-ben mint jeles rajzoló Munkácsy Mihály tanácsára az Országos Mintarajziskola növendéke lett; színvaksága miatt azonban pályát kellett változtatnia. A színi pályára lépett és aradi barátja, Csiky Gergely révén az Országos Színiakadémia, majd Rákosi Szidi színiiskolája látogatása után felvételt nyert Aradra, később a budai Kisfaludy Színházhoz szegődött. 1897. június 1-től Aradon a Réthy Lipót és fia kiadásában megjelent Alföld segédszerkesztője és színikritikusa volt a lap megszűntéig, december 31-ig. 1898 decemberében Londonba költözött. Családi nevét 1899-ben Rozsnyaira változtatta. Itthon és külföldön mint író, könyvillusztrátor, fordító és lapszerkesztő dolgozott, ezzel párhuzamosan több alkalommal is megpróbálkozott színészi tanulmányainak befejezésével. Ő volt az első, aki felvetette egy színészmúzeum létrehozásának szükségességét. 1905. december 24-én Budapesten, a Józsefvárosban házasságra lépett a nála 45 évvel idősebb Prielle Kornélia színésznővel, aki 1906-ban meghalt. Rozsnyay ezután egy ideig újra külföldön élt.
Rozsnyay első irodalmi dolgozata: Andrea regéje c. tárcája 1890-ben jelent meg az Aradi Közlönyben. Szépirodalmi és művészeti cikkeket írt az Alföld, az Aradi Közlöny, az Arad és Vidéke, az Ellenzék, a Kolozsvár, a Szatmár és a Magyar Nők Lapjába (Beksicsné szerk. alatt). Rendes munkatársa volt a Magyar Hírlap, az Új Idők és a Magyar Iparművészetnek; írt még a Magazin of Art, Studio, Artist és a Poster c. angol művészeti lapokba, leginkább a magyar művészetről. Cikkei a Magyar Iparművészetben (1900. Walter Crane, 1903. Ex libris, 1904. Újabb magyar ex librisek), A Napban (1905. 165. sz. Prielle Kornelia leveles ládájából).

## Munkái
- Emlékek. Írta Sidney Carton. Bpest, 1904. (Ism. Vasárnapi Ujság 37. sz.)
- Emlékkönyv 1890–1920 (kézirat az MTA könyvtárában).